# Олесја Фатахова
Олесја Александровна Фатахова  (рус. Олеся Александровна Фаттахова; Калињинград, 13. фебруар 1989) је руска глумица у позоришту и на филму.

## Биографија
Отац је татарског порекла, мајка је Ирина Граборева је професионални музичар. Завршила је музичку школу, одељење клавир и цимбала. У деветом разреду ишла је у „Студио креативних истраживања”.
Дипломирала је 2010. године на Сверуском државном институту за кинематографију, у студију Игора Јасуловича.
Филмски деби одиграо се у мелодрами "Две сестре" 2009. године. Прву главну улогу одиграла је 2010. године, у филму „Ой, цветет калина”.

## Лични живот
Удата је за глумца Романа Степенског, којег је упознала док је студирала.
Године 2010, док је била на последњој години факултета, родила је ћерку Марију. Пар се касније венчао.

## Линк
- Олеся Фаттахова на веб-сајту